# Manje važni Hufflepuffi
Ovo je članak o manje važnim Hufflepuffima iz serije romana o Harryju Potteru. Cedric Diggory i Pomona Sprout, koji su također Hufflepuffi imaju svoje članke. Debelog fratra možete pronaći u članku Hogwartsovi kućni duhovi.

## Hannah Abbott
Hannah Abbott na istoj je godini kao i Harry, i zahvaljujući svojem prezimenu bila je prva osoba prozvana za svrstavanje. Ona je jedina Hufflepuffka koja se pojavila u svih šest romana koji su do sada objavljeni. Ima plavu kosu i rumeno lice. Na petoj je godini Hannah imenovana prefekticom za Hufflepuffe i pridružila se Dumbledoreovoj Armiji. Njezini su najbliži prijatelji Ernie Macmillan i Justin Finch-Fletchley
Čini se da Hannah dobro procjenjuje ljude. Kad je Ernie Macmillan sumnjao da je Harry Slytherinov baštinik, Hannah nije u to u potpunosti vjerovala i govorila je kako se Harry "uvijek činio tako dragim". Tijekom "lova" na Siriusa Blacka sljedeće godine, teoretizirala je o tome da se Black možda prerušio u grm, što se nije pokazalo točnim, ali je ipak bilo bliže istini od ostalih nagađanja. Na četvrtoj je godini nosila značku kojom je davala potporu Cedricu Diggoryju na Tromagijskom turniru, ali je ostala u prijateljskim odnosima s Harryjem, Ronom i Hermionom.
Tijekom pete godine bila je veoma zabrinuta zbog ČAS-ova pa je doživjela manji živčani slom tijekom sata Travarstva te je morala od Madam Pomfrey dobiti napitak za smirenje. Također je viđena dok je pomalo luđački prekopavala po knjigama iz školske knjižnice, a na praktičnom je dijelu ispita iz Preobrazbe uspjela pretvoriti svog tvora u jato flamingosa, zbog čega je ispit morao biti prekinut na deset minuta kako bi pohvatali i iznijeli sve ptice. Ali ona je bila i dio grupe koja je pomogla Harryju kad su ga pri povratku u Hogwarts Expressu pokušali zaskočiti i ukleti Draco Malfoy, Crabbe i Goyle.
U Harryju Potteru i Princu miješane krvi njezinu su majku ubili smrtonoše. Zbog toga se Hannah nije vratila u Hogwarts.
Smatra se da je Hannah bezjačkog podrijetla što je bilo vidljivo u bilješkama J. K. Rowling koje je ona pokazala u intervjuu "Harry Potter i ja", ali to nije potvrđeno, a najvjerojatnije se i promijenilo zato što nije vjerojatno da bi smrtonoše izdvojili i ubili nečije bezjačke roditelje. 
Charlotte Skeoch glumi Hannah u filmu Harry Potter i Odaja tajni i ima veliku ulogu u jednoj od izbrisanih scena koje se mogu naći na DVD-u. Vratila se s ulogom u Plamenom Peharu, ali samo kratkim pojavljivanjem. 

## Susan Bones
Susan Bones usput je spomenuta tijekom ceremonije svrstavanja u Harryju Potteru i Kamenu Mudraca; na istoj je godini kao i Harry, ali je u Hufflepuffima. Njezina je teta bila Amelia Bones, važna djelatnica Ministarstva magije, koju je u ubio Lord Voldemort u Harryju Potteru i Princu miješane krvi.
U Harryju Potteru i Redu feniksa Susan se pridružila Dumbledoreovoj Armiji zato što ju je zanimalo može li Harry zaista stvoriti materijalnog patronusa, a željela je i sama naučiti stvoriti patronusa. Smrtonoša koji je ubio njezinog ujaka Edgara i njegovu obitelj pobjegao je iz Azkabana pa su je mnogi učenici ispitivali o tome. Nakon tog bijega rekla je Harryju da razumije kako se on osjeća kad zna da da je onaj tko mu je ubio obitelj na slobodi.
U Harryju Potteru i Princu miješane krvi Susan se rascijepila tijekom sata Aparacije. Njezina je noga uspješno vraćena na mjesto, ali ju je taj događaj ipak ostavio malo potresenom.
Susan ima kosu ispletenu u dugoj pletenici. U prva je dva filma Susan glumila Eleanor Columbus, kći redatelja Chrisa Columbusa i bila je jedina američka glumica koja je u filmu glumila učenicu. U intervjuu "Harry Potter i ja" mogli smo vidjeti da je Susan miješane krvi, ali to nije potvrđeno u knjigama.

## Eleanor Branstone
Eleanor Branstone učenica je tri godine mlađa od Harryja. Svrstana je u Hufflepuffe u četvrtom romanu, Harry Potter i Plameni pehar, između Slytherina Malcolma Baddocka i učenika iz njezinog doma, Owena Cauldwella. Ništa drugo nije poznato o ovom liku.

## Owen Cauldwell
Owen Cauldwell učenik je tri godine mlađi od Harryja i svrstan je u Hufflepuffe u četvrtom romanu, Harry Potter i Plameni pehar. Prije njega u isti je dom svrstana Eleanor Branstone, a nakon njega je u Gryffindore svrstan Dennis Creevey. Ništa drugo nije poznato o ovom liku.

## Justin Finch-Fletchley
Justin Finch-Fletchley na istoj je godini kao i Harry. Bezjačkog je podrijetla i da nije dobio poziv iz Hogwartsa pohađao bi Eton. Iz njegove je osobnosti, dva prezimena i njegovog (zamalo) upisa u elitnu (i skupu) privatnu školu Eton vidljivo da potječe iz obitelji iz više klase.
U Harryju Potteru i Odaji tajni, na Justina je nasrnula zmija koju je stvorio Draco Malfoy tijekom katastrofalnog Duelantskog kluba Gildeoroya Lockharta. Harry je na zmijskom jeziku naredio zmiji da pusti Justina na miru, ali većina prisutnih mislila je da Harry huška zmiju na njega. Na petoj se godini Justin pridružio Dumbledoreovoj Armiji. 
Justin je bio jedan od učenika bezjačkog podrijetla koje je (neizravnim) pogledom skamenio bazilisk. Ostali skamenjeni učenici bili su Colin Creevey, Hermione Granger i Penelope Clearwater. 

## Ernie Macmillan
Ernie Macmillan na istoj je godini kao i Harry. Na petoj je godini imenovan prefektom za Hufflepuffe i jedan je od vjerojatnijih kandidata za glavnog prefekta. Sam je rekao da u njegovoj obitelji ima već devet generacija čistokrvnih čarobnjaka.
Tijekom Harryja Pottera i Odaje tajni Ernie je mislio da je Harry Slytherinov baštinik, a pogotovo nakon napada na Justina Finch-Fletchleyja. Ipak, kad je i Hermione Granger napadnuta, Ernie je shvatio da Harry nije odgovoran za napade i ispričao mu se.
U Harryju Potteru i Plamenom Peharu Ernie je nosio značku kojom je pružao potporu Cedricu Diggoryju i opet neko vrijeme nije razgovarao s Harryjem, ali čini se da su nekako uspjeli to prebroditi nakon prvog zadatka.

U Harryju Potteru i Redu feniksa Ernie je postao prefekt. Bio je i među rijetkim učenicima Hogwartsa koji su vjerovali Harryjevim i Dumbledoreovim tvrdnjama da se Voldemort vratio i čak je javno podržao Harryja. Na petoj se godini pridružio Dumbledoreovoj Armiji i bio je jedan od učenika koji su Harryju na kraju te školske godine pomogli u Hogwarts Expressu. Nosio se s pritiskom ČAS-ova tako što je provodio od 8 do 10 sati dnevno učeći, a razvio je i napornu naviku da ispituje druge o vremenu koje provode učeći. Njegovi su se trud i odlučnost isplatili u Harryju Potteru i Princu miješane krvi; Ernie je bio jedini Hufflepuff na godini koji je uspio nastaviti slušati predavanja iz Čarobnih napitaka za O.Č.I. što znači da je na ČAS-ovima iz tog predmeta dobio barem "I" - "Iznad očekivanja", a možda i "O" - "odličan" zato što je na sat došao spreman i sa svim priborom (Snape je za nastavak predavanja tražio "O").
Louis Doyle u Harryju Potteru i Plamenom Peharu vratio se s ulogom Erniea Macmillana nakon što ju je tumačio u Harryju Potteru i Odaji tajni.

## Laura Madley
Laura Madley učenica je tri godine mlađa od Harryja. Svrstana je u Hufflepuffe u četvrtom romanu, Harry Potter i Plameni pehar, i od tada nije spomenuta. Ništa drugo o njoj nije poznato. 

## Zacharias Smith
Zacharias Smith učenik je iz Hogwartsa. U Hufflepuffskoj metlobojskoj ekipi igra na poziciji lovca. Harry ga se prisjeća kroz maglu iz zadnje utakmice koju su igrali, što znači da je Zacharias morao ući u ekipu barem do treće godine zato što se na četvrtoj godini nisu igrale metlobojske utakmice.
Pridružio se Dumbledoreovoj Armiji u Harryju Potteru i Redu feniksa, ali bio je jedan od najsumnjičavijih ljudi iz skupine koja se odlučila pridružiti D.A. Hermione Granger kasnije je priznala Harryju Potteru i Ronu Weasleyju da je Zachariasa pozvala samo zato što je on načuo njezin razgovor s Erniem Macmillanom i Hannah Abbott koje je pozvala da se pridruže D.A. Kasnije te godine Zacharias je želio sastanke D.A. kao i drugi članovi.
Fred i George Weasley nikad ga nisu posebno simpatizirali zbog njegovog ponašanja na prvom sastanku D.A. u Hogsmeadeu pa su zato na prvom pravom sastanku D.A. naizmjence bacali na njega čaroliju Expelliarmus.
U Harryju Potteru i Princu miješane krvi komentirao je nekoliko metlobojskih utakmica, ali ti komentari nisu bili baš popularni među Gryffindorima. Uspio je osigurati pobjedu za svoju ekipu u jednoj utakmici, ali glavni je razlog te pobjede bilo to što je Harry pretrpio udarac palicom za maljce početkom utakmice (za što je zaslužan Cormac McLaggen). Ništa više nije napisano o njemu u toj knjizi sve do dana Dumbledoreovog pogreba, kada je u pratnji oca napustio Hogwarts. Nijedan Smith nije ostao na pogrebu pokojnog ravnatelja, što pokazuje da za razliku od Erniea i ostatka obitelji Macmillan, Smithovi nisu podupirali Dumbledoreove stavove.
Raspravlja se o tome je li moguće da je Zacharias potomak Helge Hufflepuff. U Harryju Potteru i Princu miješane krvi upoznajemo Hepzibah Smith, koja tvrdi da je potomak Helge Hufflepuff. Nije poznato jesu li Hepzibah i Zacharias u rodbinskim vezama zato što je Smith ipak jedno od najčešćih prezimena u Engleskoj (i većini engleskog govornog područja). Ali ipak je zanimljivo da i Hepzibah i Zacharias imaju hebrejska imena, što možda ukazuje na obitejsku tradiciju.

## Kevin Whitby
Kevin Whitby učenik je tri godine mlađi od Harryja. Bio je posljednji učenik prozvan za svrstavanje u dom u četvrtom romanu, Harry Potter i Plameni pehar, i svrstan je u Hufflepuffe nakon Orle Quirke koja je svrstana u Ravenclawe. Kevin od tada nije spomenut, niti je išta drugo o njemu poznato.

## Ostali
- Rose Zeller (poznata samo od Razredbenog klobuka)
- Stebbins (poznat s Božićnog bala)
- Summerby (tragač za Hufflepuffsku metlobojsku ekipu)
- Cadwallader (lovac za Hufflepuffsku metlobojsku ekipu)

Tijekom posebnog intervjua 2001, nazvanog "Harry Potter i ja", J. K. Rowling kameri je pokazala bilježnicu s imenima nekih učenika s Harryjeve godine. Uz ime svakog učenika/ice bio je napisan njegov/njezin spol, dom i čistoća krvi. Te se bilješke ne smatraju potpuno točnima zato što su neki likovi do pojave u knjigama promijenili imena ili domove. Tako su na primjer Michael Corner i Anthony Goldstein u bilježnici navedeni kao Hufflepuffi, ali u Harryju Potteru i Redu feniksa upoznajemo ih kao Ravenclawe, a Anthony Goldstein čak je i ravenclawski prefekt.
Neki likovi iz te bilježnice još se nisu ni pojavili u knjigama. Niže su navedeni Hufflepuffi koji se u bilježnici spominju, ali ako se uopće pojave u knjigama njihova imena ili neki drugi podaci mogli bi se promijeniti.
- Wayne Hopkins, muškarac, polukrv.
- Megan Jones, žena, polukrv.